# 소 요시유키
소 요시유키(宗 義如, そう よしゆき)는 일본 에도 시대 쓰시마 후추번(対馬府中藩)의 8대 번주(藩主)이다.

## 생애
교호(享保) 원년(1716년) 10월 18일 6대 번주 소 요시노부(宗義誠)의 장남으로 태어났다.
한국의 《증정교린지》권6에 따르면 조선 영조 2년 병오(1726년) 쓰시마 후추번은 조선 조정을 향해 "관백 길종(吉宗, 쇼군 도쿠가와 요시무네)이 저군(儲君)을 세우고 대마도주 의성(義成, 소 요시노부)이 대마도에 돌아와 아들을 낳았다"고 전하며 조선 조정에 문위행 사절단을 청하였다고 적고 있는데, 실제로는 이 해에 소 요시유키는 10세(만9세)의 나이로 원복을 행한 것이었다. 당시 조선 조정은 쓰시마 도주가 저군(후계자)을 세웠다는 이유로 문위행을 청하는 전례는 없음을 들어 거절하였으나 쓰시마 후추번에서는 재차 번주가 아들을 얻은 것에 대한 경사를 치하해달라고 졸랐고, 조선 조정은 그들로 하여금 조선의 은덕에 감동을 받도록 한다는 명분으로 당상 이석린(李碩麟)과 당하 최한진(崔漢鎭)을 보내어 경사를 치하하도록 하였다.
교호 15년(1730년) 아버지 요시노부가 에도로 가던 길에 오사카에서 급서하였는데, 당시 요시유키는 나이가 너무 어려서 가독(家督)을 이어받을 수 없다는 이유로 삼촌 미치히로(方熙)가 가독을 이었고, 이듬해 5월에 삼촌의 양자가 되었다. 이어 12월에 종4위하 형부대보(刑部大輔)에 서위 및 임관되었다. 교호 17년(1732년) 9월 11일에 삼촌이자 양아버지인 미치히로가 은거를 결정하면서 가독을 이어받아 쓰시마 후추번 8대 번주가 되었을 때에야 쓰시마노카미(対馬守)가 되고 12월에 시종으로 임관되었다. 쓰시마노카미와 시종은 모두 쓰시마 후추번의 역대 번주와 소 씨 당주들이 대대로 임명되어 오던 관직이었다.
한국의 《변례집요》에는 영조 8년(1732년) 10월에 관수왜(초량왜관의 책임자)로부터 "경술년(1730년)에 도주 평의성(平義誠)이 죽은 후에 그 아들은 나이가 어리기 때문에 과연 승습하지 못했고, 그 동생 평방희(平方熙)를 우선 권찰(權察)로 삼았다."고 전해져, 미치히로가 그의 조카인 요시유키가 장성하기 전까지의 징검다리 역할로써 쓰시마 도주로 취임했다는 것은 조선 조정에서도 알고 있었다. 또한 관수왜는 "평방희(소 미치히로) 및 미일(彌一, 야이치 즉 소 요시유키의 아명)은 모두 에도(江戶)에 있었는데, 관백(關白, 쇼군 요시노부)이 미일의 용모를 보고 특별히 가상하게 여겨 4품 대부(大夫)의 직위를 내리고 이름을 의여(義如, 요시유키)로 바꾸어 훗날 승습할 수 있는 바탕을 만들었다. 평방희가 병약해서 여러 차례 (쓰시마 도주의) 직책을 사양하자 관백이 부득이 그 말을 따라 평방희를 특별히 민부대보(民部大輔)의 직에 제수한 후에 물러나 쉬도록 하였고, 미일(야이치)이 곧바로 승습하였다."고 적고 있다.
미치히로의 은거와 요시유키의 번주 취임은 조선에도 알려져 조선 조정은 문위행 사절단으로 당상 김현문(金顯門)과 당하 박춘서(朴春瑞)를 파견하였다. 또한 조선 영조 14년/겐분(元文) 3년(1738년) 쇼군 요시노부의 손자(훗날의 도쿠가와 이에하루)의 탄생(1736년) 및 이에 대한 축하를 위해 에도로 갔던 소 요시유키의 쓰시마 귀환(1737년 5월 13일)을 계기로 당상 박춘서와 당하 김정균(金鼎均) 등 75명으로 편성된 문위행을 다시금 쓰시마로 파견하였다. 이때 문위행은 영조 14년(1738년) 8월 24일에 쓰시마로 건너가 9월 5일부터 10월 29일까지 후추에 머물렀다.
당시 대조선 교역의 쇠퇴 등으로 당시 쓰시마 후추번의 재정은 악화되고 있었다. 거기다 교호 17년(1732년)과 19년(1734년)의 대화재 등으로 재정 악화는 더욱 극심해졌고, 번주 요시유키는 아버지 요시노부가 내렸던 것과 같은 검약령을 내리고 엔쿄(延享) 4년(1747년) 가신(家臣)의 지행차상(知行借上)을 강화하도록 하였다. 나아가 번의 가로(家老)를 막부로 보내어 보조금 지원 교섭에도 나섰다. 이에 따라 막부로부터 해마다 1만 냥의 보조금을 받게 되었으나, 이 보조금은 간엔(寛延) 3년(1750년)에 정지되었다. 또한 엔쿄 4년(1747년)에는 고소(強訴)가 일어나는 등 개혁에 별다른 효과를 거두지 못했다.
호레키(宝暦) 2년(1752년) 1월 5일 당시 쓰시마에서 유행하던 천연두가 원인이 되어 사망하였다. 향년 37세. 뒤를 이은 것은 그의 동생으로 양자가 된 요시시게(義蕃)였다.